# Торбести къртици
Торбестите къртици (Notoryctemorphia) са малък разред торбести бозайници от Австралия. Представен е само от два вида обединени в един род Notoryctes на семейство Notoryctidae. Това са и единствените торбести животни, които живеят и се хранят под земята.

## Класификация
Родът включва два вида както следва:
- Notoryctes typhlops, Голяма торбеста къртица
- Notoryctes caurinus, Малка торбеста къртица

Двата вида се различават основно по размера на тялото и дребни морфологични особености. Макар че, торбестите къртици били известни отдавна за местните аборигени, то за учените придобиват известност едва през 1888 г., когато животновъд от Северната територия случайно открва спящо под храст животинче.

## Морфологични особености
По външен вид и начин на живот торбестите къртици значително наподобяват на африканските златни къртици от семейство Chrysochloridae. Това е пример за конвергентна еволюция, защото представителите не са родствени. В Австралия същинските къртици не са разпространени и торбестите заемат тази екологична ниша на континента. Представителите на двата вида имат силно и закръглено тяло, което завършва с къса опашка (12 – 26 mm). Тялото е с дължина 15 – 18 cm, теглото 40 – 70 g. Шията е къса и здрава. Това се дължи на срастването на пет от седемте шийни прешлена. Опашката е къса и твърда, крайниците са къси с по пет пръста, идеално приспособени за риене. Ноктите на III и IV пръст при предните са големи и триъгълни. На задните крака ноктите са уплътнени, а краката са приспособени да избутват назад изровената маса. Космената покривка е къса, мека и гъста. Цветът и варира от бял до розово-кафяв и златист. Червеникавият и оттенък се дължи на желязото, на което е богата австралийската пустиня.
Главата на австралийските къртици е къса и конусовидна. На горната страна на носа е разположен жълт рогов щит, позволяващ на муцунката да разравя пясъка без да се наранява кожата. Ноздрите са малки, очите също (1 mm в диаметър), скрити под кожата, липсват леща и зеница, а очният нерв е рудиментиран. За сметка на това са силно развити каналите на слъзните жлези, чиито секрет промива носната кухина и я предпазва от замърсяване. Ушните раковини също липсват. Под меката козина има тесни (около 2 mm) слухови отвори. Зъбната формула е: {\displaystyle {\frac {4.1.2.4}{3.1.3.4}}}
Марсупиумът е малък и отворен назад като така се възпрепятства напълването му с пясък. Непълна преграда го разделя на два сака – всеки с по едно сукално зърно.

## Начин на живот
Торбестите къртици обитават пясъчни пустини в северните и централните части на континента в щатите Западна Австралия, Северна Територия и западните части на Южна Австралия. Предпочита райони с пустинни и крайбрежни дюни.
Извън размножителния сезон торбестите къртици не ровят земята надълбоко. Начинът им на придвижване в мекия пясък наподобява на плуване. Те се движат на малка дълбочина – едва на около 8 cm под повърхността и много рядко на дълбочина повече от 2,5 m. В пясъка не остава тунел, а на повърхността над него се образува характерна следа. Придвижват се изумително бързо.
Торбестите къртици водят единичен начин на живот, активни са денем и нощем. Рядко се срещат на повърхността над земята, предимно след дъжд.

## Хранене
Храненето на къртиците е както под земята, така и над нея. В менюто им влизат предимно червеи, насекоми и техните личинки. Торбестите къртици са доста активни животни, които прекарват по-голямата си част от денонощието в търсене на храна.

## Размножаване
За размножаването на торбестите къртици не се знае ночти нищо. Малко преди да родят възрастните изкопават дълбоки постоянни дупки в земята. Разделението на кожената торба на два отсека говори, че вероятно раждат или отглеждат по две малки. Торбестите къртици живеят около 1,5 година.

## Екологични характеристики и произход
Числеността на торбестите е неизвестна. Предполага се, че те страдат от нападения на подивели котки, лисици и динго, а така къщо и от уплътняване на почвата от тежестта на домашния добитък и движенията на автомобилите. В плен те не живеят дълго, в природата трудно се откриват. Ето защо и двата вида са слабо проучени.
Филогенетичните връзки на торбестите къртици с останалите торбести са неясни. Молекулярните изследования, проведени през 1980-те са показали, че те нямат близки връзки с други групи съвременни торбести и са се обособили твърде рано – поне преди 50 млн. години. Някои морфологични особености говорят за далечно родство с бандикутите.
През 1985 г. са открити кости на торбести къртици във варовикови отложения в Куинсланд. Същите са датирани от миоцен. През тази епоха климатът в района е бил значително по-влажен от този, в чиито райони сега обитават. Ето защо се предполага, че видовете са били приспособени за ровене под килима от листа в дъждовните тропически гори.